# Kiszewko
Kiszewko – niewielka wieś sołecka w Polsce położona w województwie wielkopolskim, w powiecie obornickim, w gminie Oborniki.

## Historia
Wieś związana była pierwotnie z Wielkopolską. Ma metrykę średniowieczną i istnieje co najmniej od połowy XV wieku. Wymieniona została w łacińskim dokumencie z 1452 "Minor Kyschewo", 1491 "Kiszewo Minus", 1508 "Kischewko", 1563 "Kissewko", 1564 "Kyszewko", 1577 "Kiszewko".
Miejscowość była początkowo własnością szlachecką, należącą do lokalnych rodów wielkopolskich: Kiszewskich, którzy od nazwy sąsiedniej wsi Kiszewo przyjęli odmiejscowe nazwisko, a później także do Kurskich. W 1480 leżała w powiecie poznańskim Korony Królestwa Polskiego. W 1508 należała do parafii Kiszewo.
W 1452 wykonawca testamentu zmarłego Bartłomieja Kiełbasy z Tymieńca w powiecie kaliskim, który był plebanem w Objezierzu zobowiązał Abrahama Kiszewskiego oraz jego braci do spłaty sumy 200 złotych węgierskich zapisanej na Kiszewie oraz na Kiszewku wskazanym przez sąd osobom oraz instytucjom.
W 1480 Mikołaj z Kiszewa otrzymał w podziale majątku z braćmi m.in. Kiszewko. W 1486 oraz w 1491 zapisał on swojej żonie Małgorzacie Prusimskiej po 200 grzywien posagu oraz wiana na częściach Kiszewa oraz Kiszewk. W 1486 Mikołaj Kiszewski sprzedał z zastrzeżeniem prawa odkupu Mikołajowi Kurskiemu części Kiszewa oraz m.in. Kiszewka.
W 1497 król polski Jan I Olbracht dał wojewodzie kaliskiemu Sędziwojowi z Czarnkowa prawo do dóbr Małgorzaty i Anny córek zmarłego Mikołaja Kiszewskiego m.in. w Kiszewku, ale nadanie to nie zostało nigdy zrealizowane i właścicielami nadal byli Kiszewscy. W 1521 Tomasz Kiszewski zapisał posag i wiano swojej żonie Barbarze Ocieskiej, a w tym m.in. na Kiszewku.
Miejscowość odnotowano również w historycznych rejestrach poborowych dzięki czemu zachował się obraz gospodarczy miejscowości z XVI wieku. Pierwszy rejestr poborowy z 1508 nie został  wypełniony. W 1563 miał miejsce pobór od 1,5 łana. W 1577 podatki ze wsi zapłaciła Kiszewska wdowa po Adamie Kiszewskim. W 1582 pobór zapłacił Jan Kiszewski. W 1564 wiardunki dziesięcinne z 5 łanów w Kiszewku należały do uposażenia klucza bukowskiego biskupa poznańskiego.
Wieś szlachecka położona była w 1580 roku w powiecie poznańskim województwa poznańskiego w Rzeczypospolitej Obojga Narodów. Wskutek II rozbioru Polski w 1793, miejscowość przeszła pod władanie Prus i jak cała Wielkopolska znalazła się w zaborze pruskim.
W latach 1975–1998 miejscowość administracyjnie należała do województwa poznańskiego.